# Francavilla in Sinni
Francavilla in Sinni o Francavilla sul Sinni (Francavill in dialetto locale) è un comune italiano di 3 835 abitanti  della provincia di Potenza in Basilicata.

## Geografia fisica
Sorge a 421 m s.l.m. nella parte meridionale della provincia. Il territorio, racchiuso tra i fiumi Sinni e Frido, alterna zone montuose (Caramola) e zone di colline e altipiani, con boschi di faggi, cerri e abeti. Nel territorio sono presenti tre piccoli laghi: il lago Viceconte (località Avena), il lago del Pesce e il lago D'Erba (entrambi in località Caramola). Confina con i comuni di Chiaromonte e Fardella (8 km), San Severino Lucano (18 km), Terranova di Pollino (20 km) e San Costantino Albanese (21 km).

## Storia

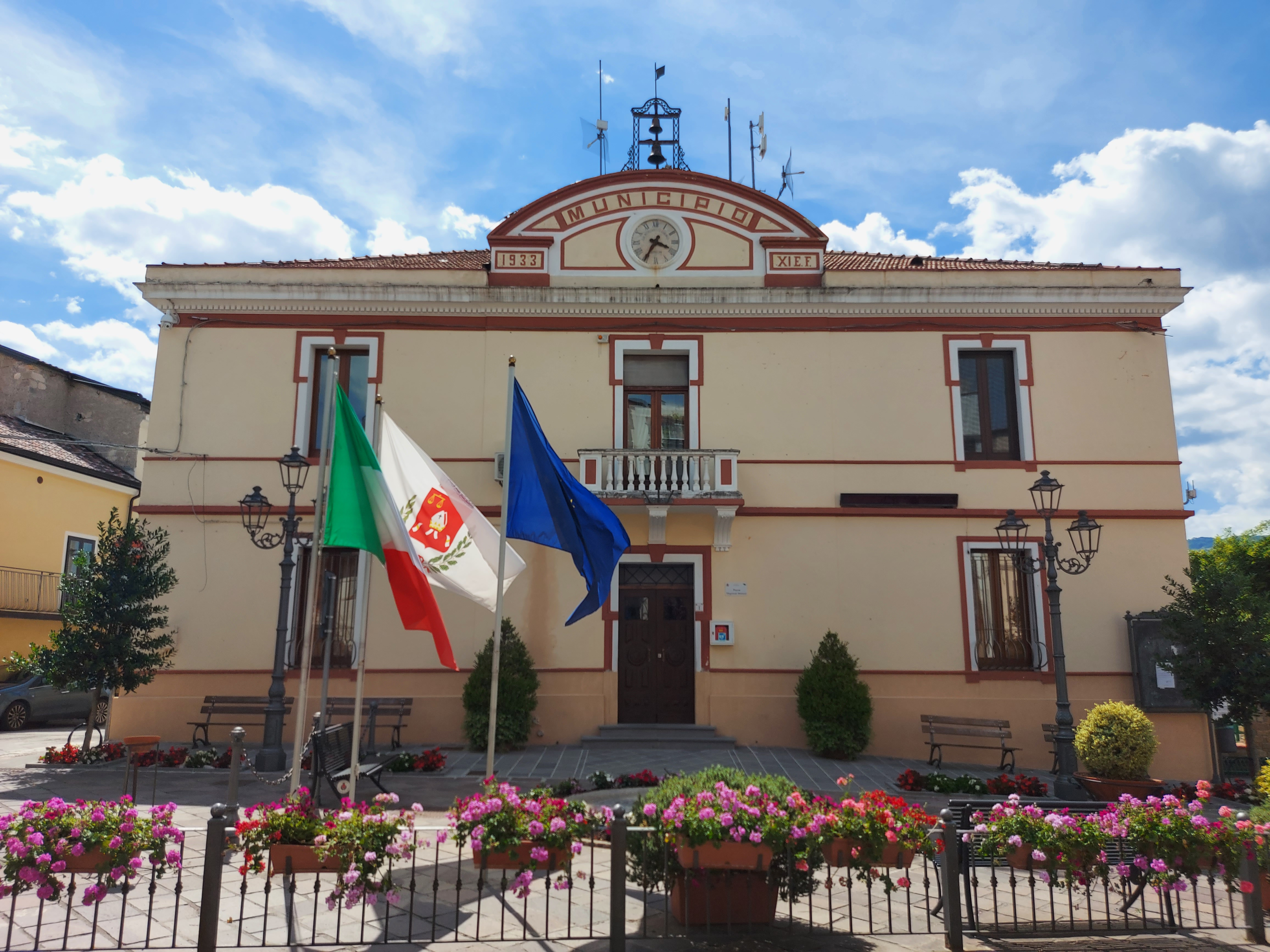
Francavilla in Sinni, municipio

Francavilla nacque giuridicamente nel 1426, con la concessione ai Certosini di San Nicola in Valle di Chiaromonte di riunire vassalli all'interno dei vasti feudi donati dal duca Venceslao Sanseverino in seguito al voto fatto a San Nicola per la guarigione del proprio figlio. Ma già negli anni precedenti, numerosi lavoranti erano presenti a vario titolo nella Certosa. Dal colle su cui sorse Francavilla era possibile sorvegliare la valle del fiume e il ponte che univa la valle al territorio di Chiaromonte e i mulini costruiti dai certosini sulla confluenza del torrente Frido (Frida) e il fiume Sinni. La descrizione dell'ambiente di Francavilla nel XVIII secolo: "Il territorio non è molto fertile, le risorse naturali sono pari a 1780, giusto il necessario di frumento e di vino per l'alimentazione dei residenti" (L. Giustiniani). Questo era consono allo stile di vita dei certosini dediti ad una vita cristiana fatta di silenzio e di meditazione, di raccoglimento e di stabilità, senza eccessi né sprechi. Da molte testimonianze dell'epoca si può dire che tutta la Basilicata, come Francavilla, risultasse selvaggia e difficile da percorrere questo dovuto alla sua configurazione orografica e per le strade scabrose e malagevoli per non dire inesistenti.
Pochi campi coltivati, poche vigne, e molte aree boschive e montuose, sensazioni di terrore, dovute alle voci che raccontano di terribili criminali nascosti nelle montagne, e ansie provocate dal bosco ombroso e selvaggio del fiume Sinni che coinvolsero anche la poetessa Isabella Morra, fatta prigioniera nel castello della vicina Val Sinni. Numerosi manoscritti del 1300 raccontano di furti, rapine e delitti che accadevano tra queste zone montuose. Il più famoso delitto fu quello di cui restó vittima il santo eremita Giovanni da Caramola, morto nel 1338 nel monastero di Santa Maria del Sagittario, il quale aveva deciso di procurarsi da vivere facendo il guardiano di una vigna nel territorio di Chiaromonte ma alcuni ladroni lo aggredirono crudelmente, con la sottile speranza di toglierli del denaro. Il fiume Sinni era all'epoca navigabile come ricorda Edrisi: nel fiume Sinni entrano le navi: esso offre sicuro ancoraggio alimentato anche dal Serrapotamo (il fiume di Senise) che esce dai monti di Carbone, scorre tra Calvera e Castronuovo, passa davanti a Senise e si unisce poi al Sinni.
L'Imperatore Federico II concesse un privilegio ai monaci, nel settembre del 1232, il privilegio di avere la propria barca sul fiume, dalla capacità di 10 cavalli con cui poter attraversare il fiume. L. Berti in un viaggio di esplorazione descrisse così il passaggio: "a Francavilla vi è un sontuoso monastero costruito dai certosini". Oltre al fiume le vie di comunicazione erano scarsissime, tant'è che Ruggero II inviando un suo agente-segretario Edrisi a misurare i confini del suo regno si sentì rispondere che era impossibile misurare la zona se prima non si fossero create strade nei vari boschi; stesso esito ebbero le misurazioni di Domenico De Benedictis nel 1411 e di Tommaso Potenza nel 1472. La regione sinnica rimaneva dunque fuori dalle grandi vie di comunicazioni, la più vicina era la Via Popilia che toccava Lagonegro, Lauria e Rotonda.
Nella documentazione di San Nicola si accenna ad un collegamento di Francavilla con la Calabria attraverso il Castello di Rubio. Una strada che inerpicandosi sulle montagne sovrastanti il monastero di San Nicola si dirigeva nella limitrofa provincia di Calabria Citra. Questa strada denominata la tartarea seu via publica per la quale si va da Francavilla in Morano et in Calabria descrive l'ambiente selvaggio per la quasi completa assenza dell'uomo e d'animali domestici. Una strada secondaria o se vogliamo di montagna, ricca di querce farnie, di frassini e di faggi, difficilmente percorribile dai viaggiatori per i rischi di improvvise imboscate. Il nome Francavilla venne attribuito al piccolo borgo che si era creato sopra la certosa proprio dai primi abitanti che definirono quel posto Villa, cioè città o paese, Franca, cioè libera da qualsiasi tassa, successivamente, per motivi non ancora accertati Villafranca divenne Francavilla, si aggiunse dopo l'Unità "sul Sinni" per differenziarla dalle altre cittadine omonime. Dopo l'abolizione dei diritti feudali la Certosa venne distrutta durante l'occupazione delle truppe napoleoniche condotte da Gioacchino Murat (1808-1812). Dopo il 1861 Francavilla fece parte del regno d'Italia (circondario di Lagonegro e mandamento di Chiaromonte).

## Monumenti e luoghi d'interesse
Il patrimonio architettonico ed artistico di Francavilla è costituito dal
- Santuario della Madonna di Pompei del XIX sec., festeggiata la quarta domenica di agosto;
- La Chiesa Parrocchiale di S. Felice e S. Policarpo (protettori del paese). Si tratta di un edificio del XIX sec., restaurato nel 1957, che custodisce una grande tela raffigurante la presentazione al Tempio del XVIII sec., una tela raffigurante la Madonna in trono e Santi, un altare maggiore ed altari secondari in legno dipinto ad imitazione del marmo intarsiato del XVIII sec.;
- La Cappella di S. Antonio del XIX sec.;
- La Cappella di S. Giuseppe del XIX sec. con una tela raffigurante la Madonna dell'Assunta;
- La Cappella dell'Assunta del XIX sec.;
- La Villa Comunale posta al centro del paese "costruita nel 1956" dal Sindaco dell'epoca Avv. Mario Ferrara.
- "Castello Viceconte", costruito nel 1886 con centro di azienda agricola e abitazione privata;
- La Certosa di S. Nicola, dedicata al Santo di Bari.

Fondata in contrada S. Elania (comunemente detta Fra Tommaso) nel 1395 
La Certosa doveva essere maestosa e magnifica, come appare dall'imponenza delle sue mura, ora diroccate, ed era la terza nel napoletano, dopo quella di Padula e l'altra di Serra San Bruno in Calabria. Possedeva numerose ricchezze donate dal Principe Sanseverino. 
La Chiesa, ove non erano ammesse donne, non era grande, ma sfarzosa e splendida. 
Vi erano custoditi due grandi busti d'argento, uno di S. Nicola e l'altro di S. Bruno, fondatore dell'ordine. 
Il Convento era opulentissimo ma i Certosini spendevano molto tanto che spesso erano costretti a fare debiti e, quando fu soppresso, la Chiesa di Francavilla vantava un credito di 4000 ducati che non riscosse e dovette accontentarsi di prendere parati ed arredi sacri. 
La distruzione della Certosa fu quasi totale tra il 1808 ed il 1812.
Nel paese si conservano, risalenti al XIX secolo, le cappelle di Sant'Antonio, di San Giuseppe e dell'Assunta, e la chiesa parrocchiale di San Felice e San Policarpo, dedicata ai santi patroni del paese, restaurata nel 1957: ospita una tela del XVIII secolo con Presentazione al Tempio e un'altra con Madonna in trono e Santi; sempre al XVIII secolo risalgono gli altari in legno scolpito, con decorazione dipinta che imita intarsi in marmo. Il santuario della Madonna di Pompei, in località "San Biase", risale anch'esso al XIX secolo. Da Piazza Gonfalone si gode una veduta panoramica sulla valle del fiume Sinni.
In località "Piano Lacco" si trovano resti di un possibile insediamento e di strutture fortificate di epoca medioevale. Sulla collina del monte Catarozzo vi sono i resti del medioevale "Castello di Rubbio". Nei dintorni si trovano possibili mete di escursioni e passeggiate: il Rifugio di Acquafredda, la sorgente Catusa, la zona di "Casa del Conte", i punti panoramici di "Pietra Sasso", di "Palladoro" e delle alture del monte Catarozzolo e della "Timpa Altosana". La zona geologica della "Timpa delle Murge" consente l'osservazione di rocce di origine magmatica, formatesi sul fondo marino e successivamente emerse.
Parte del territorio è compreso nel Parco nazionale del Pollino e vi si trova inoltre la "Riserva Naturale Orientata del Bosco Rubbio” (1.250 m s.l.m. in media), sulle pendici del Pollino lucano. Nella località "Bosco dell'Avena", presso il fiume Sinni sgorga un'acqua solforosa (“Acqua Fetente”). Rifugi montani:
- "La Caserma" in località piazzale di Caramola a m 1.300;
- "Riserva orientata del rubbio" al km. 2 a m 1.400.

La fauna del Monte Caramola: lupo, volpe, lepre, cinghiale, capriolo, cerbiattolo, tasso, scoiattolo, poiana, colombaccio, aquila reale ecc.

## Società

### Evoluzione demografica
Abitanti censiti

## Cultura

### Cucina locale
Piatti tipici:
- ciambotta (piatto con peperoni, melanzane, pomodori e cotica di maiale);
- zafaren ammaianet (peperoni rossi essiccati, fritti in pastella);
- gliommarielli (interiora di capretto e agnello arrostiti);
- frittet co li sparij (frittata con asparagi e salsiccia);
- brasciol d' scorz (braciole di cotica di maiale cotte nel sugo);
- lagane e fasul (tagliatelle con fagioli).
- pane cafato (pen chin) (pane, privato della mollica, riempito con peperoni e uova)

## Economia
L'attività agricola si è sviluppata in particolare per la coltivazione dell'ulivo e la produzione di olio. Si produce inoltre un vino rosato. Sono ancora presenti tradizionali lavorazioni artigianali del ferro battuto, della ceramica, dei cesti in vimini e, recentemente, è ripresa anche l'attività del ricamo. Dopo la Seconda guerra mondiale, dal tradizionale artigianato della falegnameria (costruzione di tini e botti), si è sviluppata un'attività industriale nell'ambito della lavorazione del legno, che sfrutta i boschi dei dintorni.

## Infrastrutture e trasporti

### Strade
Francavilla in Sinni è collegata da una strada a scorrimento veloce, la strada statale 653 della Valle del Sinni (Sinnica).

## Sport

### Football Club Francavilla
Il Football Club Francavilla è la principale squadra di calcio del comune, la quale ha militato in Serie D per 19 stagioni consecutive, dal 2004 al 2023. Al termine della stagione 2022-2023, perso il play-out con la Nocerina, la squadra retrocedette in Eccellenza.
Il 7 Aprile 2024, dopo un solo anno di militanza in Eccellenza, il Football Club Francavilla vince il campionato con 2 turni di anticipo e ritorna in Serie D. 

### Impianti sportivi
Lo stadio "Nunzio Fittipaldi" ospita gli incontri del Football Club Francavilla: sito in Contrada Sant'Elania, è dotato di manto erboso, tribuna coperta e di un piccolo settore distinti,  ha una capienza di circa 1200 posti.
Il comune è dotato inoltre di un palazzetto dello sport polifunzionale.